# Автомобильный звук
Автомобильный звук — это оборудование, установленное в автомобиле или другом транспортном средстве, для обеспечения развлечений и информирования пассажиров автомобиля.

## История
В 1904 году американский изобретатель Ли де Форест сделал демонстрацию автомобильного радио в 1904 году на Всемирной выставке в Сент-Луисе. 
В 1924 году Kelly's Motors в Новом Южном Уэльсе, Австралия, установили первое автомобильное радио. 
В 1930 году американская компания Galvin Manufacturing Corporation продавала фирменный радиоприемник Motorola за 130 долларов.
В 1962 году Muntz представила Wayfarer 4-трековый магнитофон. Знаменитости, в том числе Фрэнк Синатра, имели эти магнитофоны, установленные в своих автомобилях. 
В 1963 году Becker представил Monte Carlo, бескамерное твердотельное радио, без вакуумных трубок.
С 1974 по 2005 год система Autofahrer-Rundfunk-Informationssystem была использована немецкой сетью ARD. Разработано совместно Institut für Rundfunktechnik и Blaupunkt, оно указывало на наличие сообщений по поводу дорожного движения. ARI была заменена Radio Data System.
В 2010-х годах интернет-радио и спутниковое радио составило конкуренцию FM-радио.
Radio AM/FM в сочетании с CD-проигрывателем, оставалось основой автомобильного радио. Большинство современных аудио приборов в автомобилях оснащены противоугонной системой в целях защиты. 
В начале 21-го века компактные цифровые носители — устройства с поддержкой Bluetooth, флэш-накопители, карты памяти и жесткие диски — стали размещать в аудиосистеме автомобиля. 